# Yale (krater)
För andra betydelser, se Yale.
Yale är en nedslagskrater med en diameter på 18 kilometer, på planeten Venus. Yale har fått sitt namn efter den amerikanska pedagogen Caroline Yale.